# Desa Saguling (administrativ by i Indonesien, lat -7,29, long 108,35)
Desa Saguling är en administrativ by i Indonesien.   Den ligger i provinsen Jawa Barat, i den västra delen av landet, 200 km sydost om huvudstaden Jakarta.